# 모토요시 다케시
모토요시 다케시(일본어: 本吉 剛, 1967년 7월 26일 ~ )는 일본의 전 축구 선수이다.

## 구단 경력
1990년 일본 사커 리그의 후지타 공업에 입단했다. 1991년 우라와 레즈로 이적했다. 1995년부터 1998년까지 재팬 풋볼 리그의 오츠카 제약와 도쿄 가스에서 뛰었다. 1998년후 현역 은퇴.

## 국가대표팀 경력
그는 1988년 AFC 아시안컵에 참가할 일본 국가대표 B팀에 발탁되었다.